# 9506 Telramund
9506 Telramund è un asteroide della fascia principale. Scoperto nel 1973, presenta un'orbita caratterizzata da un semiasse maggiore pari a 2,9929741 UA e da un'eccentricità di 0,0270320, inclinata di 7,68766° rispetto all'eclittica.